# Haarmått
Haarmått är ett mått i lokalt kompakta topologiska grupper så att det är volyminvariant. Till exempel är Lebesguemåttet Haarmåttet i {\displaystyle \mathbb {R} ^{n}}.

## Translation-invariant mått
Låt {\displaystyle (G,\circ )} vara en grupp.
Om {\displaystyle A\subset G} och {\displaystyle g\in G} kallas mängden
{\displaystyle gA=g\circ A:=\{g\circ a:a\in A\}}
för vänstertranslationen för A och mängden
{\displaystyle Ag=A\circ g:=\{a\circ g:a\in A\}}
för högertranslationen för A.
En sigma-algebra {\displaystyle {\mathcal {F}}\,} i {\displaystyle G\,} är vänstertranslationsinvariant om
för alla {\displaystyle A\in {\mathcal {F}}} och {\displaystyle g\in G\,} är {\displaystyle gA\in {\mathcal {F}}},
likartat kan man definiera egenskapen att en sigmaalgebra är högertranslationsinvariant.
Om {\displaystyle {\mathcal {F}}\,} är en vänstertranslationsinvariant sigma-algebra så är måttet {\displaystyle \mu :{\mathcal {F}}\rightarrow [0,\infty ]} vänstertranslationsinvariant om
för alla {\displaystyle A\in {\mathcal {F}}} och {\displaystyle g\in G\,} är {\displaystyle \mu (gA)=\mu (A)\,} ,
likartat kan man definiera att ett mått är högertranslationsinvariant.

## Haarmått
Låt {\displaystyle (G,\circ )} vara en lokalt kompakt topologisk grupp, dvs 
- paret {\displaystyle (G,\circ )} är en grupp,
- rummet {\displaystyle G\,} är ett lokalt kompakt topologiskt rum
- avbildningen {\displaystyle G\times G\to G:(g,h)\mapsto g\circ h} är kontinuerlig (i produkttopologin) och
- avbildningen {\displaystyle G\to G:g\mapsto g^{-1}} är kontinuerlig.

Då är Borelmängderna {\displaystyle {\mbox{Bor}}\,G} en vänster- och högertranslationsinvariant sigma-algebra.
Det går att visa att det alltid finns (utan konstant) endast ett Radonmått
{\displaystyle \mu _{v}:{\mbox{Bor}}\,G\rightarrow [0,\infty ]}
som är vänstertranslationsinvariant. Vi kallar detta mått vänster-Haarmåttet. 
Man kan även visa att det alltid finns (utan konstant) endast ett Radonmått
{\displaystyle \mu _{h}:{\mbox{Bor}}\,G\rightarrow [0,\infty ]}
som är vänster-translation-invariant som kallas höger-Haarmåttet. 
Med utan konstant menas att Radonmåttet {\displaystyle \mu \,} i {\displaystyle G\,} är vänstertranslationsinvariant om och endast om det finns {\displaystyle c\geq 0} så att {\displaystyle \mu =c\mu _{v}\,}, likaså för det högertranslationsinvarianta måttet.
Det finns grupper {\displaystyle G\,} där {\displaystyle \mu _{v}\neq \mu _{h}\,}, men om 
{\displaystyle \mu _{v}=\mu _{h}\,}
i {\displaystyle G\,} kallar vi måttet 
{\displaystyle {\mathfrak {h}}_{G}:=\mu _{v}=\mu _{h}}
för Haarmåttet.

## Egenskaper
- Givet ett höger-Haarmått {\displaystyle \mu } kan ett möjligen nytt höger-Haarmått {\displaystyle \nu } skapas genom att definiera

{\displaystyle \nu (S)=\mu (g^{-1}S)\,}
där {\displaystyle g} är ett element i den överliggande gruppen {\displaystyle G} och {\displaystyle S} är en Borelmängd. Då alla höger-Haarmått på en grupp är unika upp till en konstant finns således ett reellt tal {\displaystyle \Delta (g)} sådant att
{\displaystyle \nu (S)=\mu (g^{-1}S)=\Delta (g)\mu (S).}
Eftersom ett nytt höger-Haarmått kan skapas för varje element {\displaystyle g} i gruppen så kan {\displaystyle \Delta } ses som en funktion från gruppen till de positiva reella talen och brukar kallas modulärfunktionen. Notera att modulärfunktionen är oberoende av vilket höger-Haarmått som väljs för att definiera den eftersom givet två höger-Haarmått {\displaystyle \mu } och {\displaystyle \nu } så finns det en konstant {\displaystyle k} så att {\displaystyle \nu =k\mu }. Detta ger
{\displaystyle \nu (g^{-1}S)=k\mu (g^{-1}S)=k\Delta (g)\mu (S)=\Delta (g)\nu (S).}
- Om gruppen {\displaystyle G\,} är en abelsk grupp så är {\displaystyle \mu _{v}=\mu _{h}\,}.

## Exempel
- Rummet {\displaystyle (\mathbb {R} ^{n},+)} är en lokalt kompakt topologisk grupp med normtopologi. Dessutom är Lebesguemåttet över Borelmängder höger- och vänstertranslationsinvariant, dvs

för alla {\displaystyle A\in {\mbox{Bor}}\,\mathbb {R} ^{n}} och {\displaystyle x\in \mathbb {R} ^{n}\,} gäller att {\displaystyle {\mathcal {L}}^{n}(x+A)={\mathcal {L}}^{n}(A)={\mathcal {L}}^{n}(A+x)\,}.
Så att Lebesguemåttet är Haarmåttet i {\displaystyle \mathbb {R} ^{n}}:
{\displaystyle {\mathfrak {h}}_{\mathbb {R} ^{n}}={\mathcal {L}}^{n}}.
Detta innebär också att Lebesguemåttet är (utan konstant) det enda höger- och vänstertranslationsinvarianta måttet i {\displaystyle \mathbb {R} ^{n}}.
- Andra viktiga exempel för Haarmåttet är vridningsinvariant mått i ortogonalgruppen, dvs

{\displaystyle {\mathfrak {h}}_{O(n)}=\theta _{n}}.